# Rhodostrophia inaffectata
Rhodostrophia inaffectata là một loài bướm đêm trong họ Geometridae.